# Polinices montagui
Polinices montagui är en snäckart som först beskrevs av Forbes 1838.  Polinices montagui ingår i släktet Polinices, och familjen borrsnäckor. Arten är reproducerande i Sverige.